# Система допусків і посадок
Систе́ма до́пусків і поса́док (англ. fit system — система посадки) — сукупність допусків і посадок, закономірно побудованих на основі досвіду, теоретичних і експериментальних досліджень і оформлених у вигляді стандартів.

## Призначення
Система призначена для вибору мінімально необхідних, але достатніх для практики варіантів допусків і посадок типових з'єднань деталей машин. Оптимальні градації допусків і посадок є основою стандартизації різальних інструментів і вимірювальних засобів, забезпечують досягнення взаємозамінності виробів та їх складових частин, зумовлюють підвищення якості продукції.

## Принципи побудови
З урахуванням досвіду використання та вимог національних систем допусків система допусків і посадок складається з двох рівноправних систем допусків і посадок: системи отвору і системи валу. Виділення названих систем викликано відмінностями в способах утворення посадок.
Посадка в системі отвору — система посадок, в яких задані зазори або натяги отримують з'єднуванням валів різних полів допусків з отворами одного поля допуску. Для побудови допусків і посадок за системою ISO використовується система, в якій найменший граничний розмір отвору ідентичний номінальному розміру, тобто нижній відхил дорівнює нулю.
Посадка в системі валу — система посадок, в яких задані зазори або натяги отримують з'єднуванням отворів різних полів допуску з валами одного поля допуску. Для побудови допусків і посадок за системою ISO, використовується система, в якій найбільший граничний розмір вала ідентичний номінальному розміру, тобто верхній відхил дорівнює нулю.
Система отвору має ширше застосування в порівнянні з системою вала, що пов'язано з її перевагами техніко-економічного характеру на стадії відпрацювання конструкції. Для обробки отворів з різними розмірами необхідна мати і різні комплекти ріжучих інструментів (свердла, зенкери, розвертки, протяжки тощо), а вали незалежно від їх розміру обробляють одним і тим же різцем чи шліфувальним кругом. Таким чином, система отвору вимагає істотно менших витрат виробництва як в процесі експериментальної обробки з'єднання, так і в умовах масового або великосерійного виробництва.
Система вала має перевагу, коли вали не вимагають додаткової обробки на основі розміточних операцій, а можуть піти у складання після так званих заготівельних технологічних процесів.
При виборі системи посадок необхідно враховувати допуски на стандартні деталі і складові частини виробів: підшипниках кочення посадки внутрішнього кільця на вал здійснюються в системі отвору, а посадка зовнішнього кільця в корпус виробу — в системі вала.